# Jean Frédéric Guillaume Bierstedt

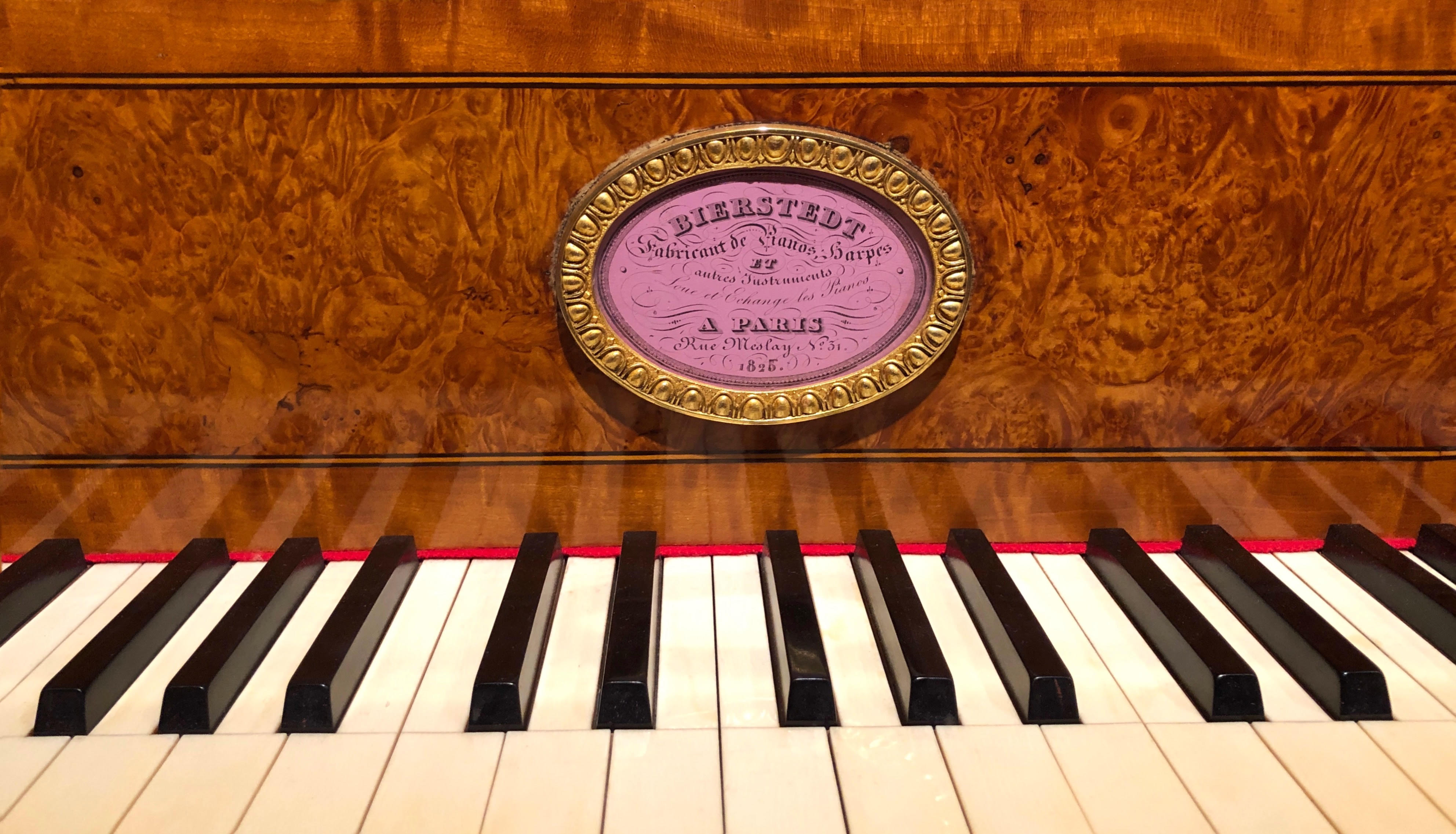
Etiqueta de fabricació de pianos Bierstedt d'un exemplar conservat al Museu de la Música de Barcelona

Jean Frédéric Guillaume Bierstedt (actiu a París entre els anys 1827-1839, i a Brussel·les el 1841), fou un fabricant de pianos belga.
Bierstedt fou un fabricant belga que començà a treballar a Brussel·les el 1823, en el número 85 de la rue de la Madeleine, lloc on va dirigir el magatzem del fabricant parisenc Jean-Henri Pape. Entre els anys 1823 i 1839 Bierstedt va construir pianos de taula amb el seu propi nom i va rebre la menció d'honor per un instrument de l'exposició nacional francesa de 1827. També va rebre medalles a Cambrai el 1828 i a Valenciennes el 1835.
Bierstedt probablement es traslladà a París cap a l'any 1827, ja que un dels seus pianos que ha sobreviscut (EP 103) porta una adreça de París: rue Montmartre 127, i a la seva "declaració de domicili" consta la rue de faubourg Poisonnière, amb data del 2 de juny d'aquest mateix any. Després de 1839 el nom de Bierstedt desapareix de tots els registres.